# Schizonycha lindiana
Schizonycha lindiana är en skalbaggsart som beskrevs av Brenske 1898. Schizonycha lindiana ingår i släktet Schizonycha och familjen Melolonthidae. Inga underarter finns listade i Catalogue of Life.